# Odontites luteola
Odontites luteola är en flockblommig växtart som beskrevs av Spreng.. Odontites luteola ingår i släktet rödtoppor, och familjen flockblommiga växter. Inga underarter finns listade i Catalogue of Life.